# Pilnyj Ołeksyneć
Pilnyj Ołeksyneć (ukr. Пільний Олексинець) – wieś na Ukrainie, w obwodzie chmielnickim, w rejonie chmielnickim, w hromadzie Gródek, nad Uszycą. W 2001 roku liczyła 906 mieszkańców.